# Война в округе Линкольн
Война в округе Линкольн (18 февраля 1878 — 18 февраля 1879) — серия вооружённых конфликтов, ставшая следствием соперничества между компанией «Мёрфи и Долан» и английским предпринимателем Джоном Танстеллом за экономическое влияние на Территории Нью-Мексико, США.
Война в округе Линкольн оказалась самым кровавым гражданским конфликтом на Диком Западе, и хотя официально боевые действия между враждующими группами были прекращены в начале 1879 года, их отголоски звучали в округе ещё до 1881 года.

## Причины
В ноябре 1876 года англичанин Джон Танстелл прибыл в округ Линкольн, Нью-Мексико, с целью начать новый бизнес при поддержке молодого юриста Александра Максуина и влиятельного скотовода Джона Чизума. К тому времени округ политически и экономически контролировался Лоренсом Мёрфи и Джеймсом Доланом, владевшими там единственным магазином. К тому же, охотно скупая краденый скот, они заполучили контракт на поставки мяса с правительством США. Танстелл и его адвокат Александр Максуин были противниками их альянса. Джон Танстелл нанял для охраны своего скота людей, в число которых входил и Билли Кид. На стороне компании «Мёрфи и Долан» были банда Джесси Эванса и отряд ранчеров, известный как «Воины семи рек». Кроме того, Джеймс Долан подкупил представителей закона, в частности, шерифа Уильяма Брейди. Фракции были разделены по этническому и религиозному признаку: люди Мёрфи были в основном католиками-ирландцами, а Танстелл и его союзники — английскими протестантами.
Главным поводом, приведшим к началу Войны в округе Линкольн, были разногласия по поводу выплаты страхового полиса Эмиля Фрица. Эмиль Фриц был партнером компании «Мёрфи и Долан». Когда он умер в 1874 году, распорядители имущества наняли Александра Максуина для получения его страховой выплаты (около 8 000 долларов). Однако Максуин после получения денег по полису, отказался передать их душеприказчику, потому что «Мёрфи и Долан» заявила, что деньги причитаются ей в качестве долга, а Максуин подозревал, что душеприказчик передаст деньги компании. Максуин также знал, насколько сильно Мёрфи и Долан нуждались в наличных деньгах, и, как конкурент, вероятно, не хотел, чтобы деньги доставались им, независимо от того, было ли их требование законным или нет. В феврале 1878 года в ходе судебного дела, которое в конечном итоге было прекращено, «Мёрфи и Долан» получила постановление суда об обеспечительном аресте всех активов Максуина, но якобы по ошибке внесла туда же все активы Танстелла (общая оценка составляла около 40 000 долларов). Шериф Брейди сформировал большой отряд, состоявший в основном из людей Джесси Эванса, чтобы захватить активы Танстелла на его ранчо в 50 милях к югу от Линкольна. Одновременно с этим Танстелл в сопровождении Билли Кида, Роба Виденманна (заместителя маршала США на Территории Нью-Мексико, друга и доверенного лица Джона Танстелла) и ещё четырёх ковбоев начал перегонять девять лошадей со своего ранчо в Линкольн. По пути в силу дорожных обстоятельств группа разделилась, и Танстелл остался лишь с четырьмя охранниками.
Утром 18 февраля отряд, посланный Брейди, вторгся на территорию Танстелла. Не найдя его на ранчо, люди Эванса (включая самого Джесси) покинули основной отряд и бросились за ним в погоню, настигнув группу Танстелла около 17:30. Виденманн утверждал, что к тому моменту он и другие охранники находились в сильном отдалении от Танстелла и были обстреляны людьми Эванса. В ходе завязавшейся перестрелки Билл Мортон выстрелил Танстеллу в грудь, сбив его на землю. Том Хилл, другой член отряда Брейди, прикончил Танстелла выстрелом в затылок из его же собственного револьвера. Это убийство в итоге вызвало вооружённый конфликт между двумя фракциями, который вошёл в историю, как Война в округе Линкольн.

## Боевые действия
Люди Танстелла обратились к мировому судье Уилсону, который выписал ордера на арест виновных. Констебль Мартинес вместе с Билли Кидом и Фредом Уэйтом отправились к Долану, но находившийся там Брейди отказался выдать своих людей, более того, он арестовал Мартинеса, Кида и Уэйта. Мартинеса он отпустил через пару часов, а Уэйта и Кида — спустя двое суток. После этого ковбои Танстелла, уже не надеясь на помощь шерифа, объединились в окружной отряд «Регуляторы округа Линкольн» (англ. Lincoln County Regulators), для того чтобы отомстить убийцам. Основными бойцами отряда были Дик Брюэр, Билли Кид, Док Скарлок, Чарли Боудри, Хосе Чавес, «Грязный Стив» Стивенс, Джон Миддлтон, Фрэнк Макнаб, Генри Ньютон Браун, Том О’Фолльярд и двоюродные братья Джордж и Фрэнк Коу. Юридически группа была создана как помощники мирового судьи Уилсона. Брюэр возглавил отряд, поскольку был самым опытным (на тот момент он занимал должность городского констебля Линкольна).
9 марта 1878 года «Регуляторы» убили Билла Мортона и Фрэнка Бейкера, двух членов банды Эванса, не намереваясь их арестовывать и предавать суду. «Регуляторам» также приписывается совершённое в тот же день убийство члена окружного отряда Уильяма Макклоски, который якобы их предал. 
Также 9 марта 1878-го Том Хилл и Джесси Эванс были застрелены при попытке ограбить погонщика овец недалеко от Туларосы. Хилл погиб, а Эванс был тяжело ранен. Пока Эванс находился на лечении в форте Стэнтон, он был арестован на основании старого федерального ордера за кражу скота из индейской резервации.
Шериф Брейди обратился за помощью к генеральному прокурору Территории Нью-Мексико Томасу Бентону Катрону с просьбой «положить конец этой анархии». Катрон передал запрос губернатору Сэмюэлю Б. Акстеллу. Губернатор постановил, что Джон Уилсон, мировой судья, был незаконно назначен уполномоченными округа Линкольн, и, таким образом, действия «Регуляторов», ранее считавшиеся законными, теперь таковыми не считаются. Фактически постановление означало, что «Регуляторы» теряют статус окружного отряда и право носить значки правоохранителей, а шериф Брейди и его люди отныне признаются единственными сотрудниками правоохранительных органов округа Линкольн.
1 апреля шериф Брейди с четырьмя помощниками шёл по главной улице Линкольна, когда из-за забора магазина Танстелла прогремели выстрелы. Считается, что в нападении участвовали Джим Френч, Фрэнк Макнаб, Джон Миддлтон, Фред Уэйт, Генри Браун, Билли Кид и, предположительно, Хосе Чавес-и-Чавес. Брейди был убит на месте, получив около дюжины огнестрельных ранений, заместитель шерифа Джордж У. Хиндман — смертельно ранен. Помимо этого, в перестрелке был ранен случайной пулей судья Уилсон, мирно работавший возле своего дома. Во время боя Джим Френч и Билли Кид покинули укрытие и приблизились к телу Брейди, чтобы убедиться, что шериф мёртв. Помощник шерифа Билли Мэтьюз ранил обоих одной пулей, причём ранение Френча оказалось настолько серьёзным, что Сэму Корбету, управляющему магазина Танстелла, пришлось некоторое время укрывать его в подвале своего дома в Линкольне. Во время нападения на территории магазина также присутствовал Роб Виденманн, однако так и не было установлено, принимал ли он участие в перестрелке. Сам он в дальнейшем отрицал свою причастность к этому преступлению, утверждая, что кормил собаку Танстелла в тот момент, когда началась стрельба. 
Спустя три дня произошла новая стычка. «Регуляторы» приехали в поселение Блейзерс-Милл, намереваясь пообедать в местном ресторане. В это время там же появился член банды Эванса Эндрю «Картечь» Робертс. «Регуляторы», имея численное превосходство тринадцать против одного, атаковали его, полагая, что легко с ним справятся. В перестрелке Робертс убил Дика Брюэра, ранил Скарлока, Кида, Миддлтона и Джорджа Коу и контузил Боудри, однако сам был ранен Джорджем Коу и Чарли Боудри. «Регуляторы» отступили, но Робертс вскоре умер от полученных ран.
Брюэра во главе «Регуляторов» заменил Фрэнк Макнаб. 29 апреля 1878 года банда Джесси Эванса и «Воины семи рек» под командованием заместителя шерифа Джорджа Пеппина блокировали Макнаба, Фрэнка Коу и Эба Сондерса на ранчо Фрица. Макнаб погиб в перестрелке, Фрэнк Коу был арестован, Сондерс — тяжело ранен (рану посчитали смертельной и оставили его на ранчо). На следующий день «Воины семи рек» Том Грин, Чарльз Маршалл, Джим Паттерсон и Джон Гэлвин были убиты в Линкольне, и хотя в этом обвиняли «Регуляторов», это так и не было доказано. Фрэнк Коу сбежал из-под стражи через некоторое время после ареста, предположительно с помощью заместителя шерифа Джона Уоллеса Олинджера, который дал ему пистолет.
После смерти Макнаба Док Скарлок стал третьим и последним лидером «Регуляторов». К тому времени убитого шерифа Брейди заменил Джон Коупленд, ставленник Максуина. Юридически Скарлок стал его заместителем. 14 мая 1878 года он повёл отряд из 18-20 человек, в который входили в том числе Билли Кид, Боудри и Джордж Коу, на скотоводческое ранчо Долана-Райли якобы в поисках причастных к убийству Макнаба. По словам Райли, они угнали двадцать шесть лошадей и двух мулов, убили пастуха по имени Уэйр; индейца-навахо, работавшего на ранчо поваром; и 15-летнего мальчика по имени Джонни. Кроме того, они захватили на ранчо члена банды Эванса Мануэля «Индейца» Сеговию (который, как считается, лично добил раненого Макнаба), но он был убит при попытке к бегству Билли Кидом и Хосе Чавесом. Вскоре после этого рейда «Регуляторов» Коупленд был отстранен от должности шерифа губернатором из-за отказа встать на сторону фракции Мёрфи-Долана и заменён Джорджем Пеппином, ставленником Долана.

## Битва за Линкольн
Адвокат Александр Максуин появился в Линкольне 14 июля 1878 года в сопровождении полусотни стрелков, намереваясь расквитаться с Доланом. Однако он допустил тактическую ошибку, укрепившись в своём городском доме, вместо того, чтобы сразу перейти к активным действиям. Шериф Джордж Пеппин и Долан быстро стянули в Линкольн подкрепление (к тому времени банда Эванса и «Воины семи рек» были усилены бандой Джона Кинни, получившей статус окружного отряда), и Максуин оказался в осаде. Всего осада продолжалась пять дней. На пятый день из форта Стэнтон прибыл подполковник Нейтан Дадли с войсками, имевшими на вооружении горную гаубицу и пулемёт Гатлинга. Прямого участия в перестрелках солдаты не принимали, но подполковник расположил их так, чтобы они прикрывали людей Пеппина и Долана. Видя, как развиваются события, две трети осаждённых сразу же покинули Максуина. У адвоката осталось пятнадцать стрелков.
19 июля около полудня атакующие подожгли осаждённый дом. Сьюзен Максуин, ещё одной женщине и пятерым детям было предоставлено право безопасного выхода. Люди Максуина продержались в горящем здании до наступления темноты, а потом попытались бежать, разделившись на группы и контратаковав людей Пеппина и Долана с разных сторон. Максуин и трое «Регуляторов» погибли, но остальным удалось скрыться.
Сьюзан Максуин, вдова Александра Максуина, после того, как её муж был убит, наняла адвоката Хьюстона Чэпмена для того, чтобы добиться амнистии для «Регуляторов». Чэпмен был застрелен 18 февраля 1879 года. В убийстве обвиняли Джеймса Долана, но с помощью влиятельных друзей дело в его отношении было прекращено. Убийство Чэпмена стало последним крупным эпизодом Войны в округе Линкольн.

## Последствия
Война в округе Линкольн стала самым кровавым гражданским конфликтом на Диком Западе. Многие жители округа были вовлечены в войну, поддерживая ту или иную из враждующих сторон, и история соперничества между Танстеллом и Доланом была лишь её частью. Отдельные стычки, связанные с этим конфликтом, происходили в округе до 1881 года.
Подполковник Дадли около года находился под следствием. Сьюзан Максуин, утверждая, что её муж был застрелен безоружным в присутствии подполковника Дадли, выдвинула против него обвинения в соучастии в убийстве и поджоге дома. Генерал Хэтч сместил Дадли с поста командующего фортом 7 марта 1879 года, по поводу его действий во время Пятидневной битвы было назначено судебное расследование. В июле 1879 года суд постановил, что обвинение в соучастии в убийстве против Нейтана Дадли не обосновано, он был переведён в Форт Юнион, также расположенный на Территории Нью-Мексико. В ноябре 1879 года Дадли был признан судом невиновным по делу о поджоге дома Максуинов.
В сентябре 1878 года президент Ратерфорд Б. Хейс уволил с поста губернатора Сэмюэла Акстелла, заменив его Лью Уоллесом, который был полон решимости положить конец беззаконию, творящемуся на Территории Нью-Мексико. Уоллес объявил всеобщую амнистию тем, кто принимал участие в конфликте, а также предложил Билли Киду помилование за преступления, совершённые им после окончания Битвы за Линкольн, если последний даст показания против членов фракции Мёрфи — Долан. Кид согласился и после инсценированного ареста дал показания в суде, однако Уоллес не сдержал своего обещания, после чего Кид сбежал из-под стражи. Выжившие «Регуляторы», включая Хосе Чавеса, Тома О’Фолльярда, Дока Скарлока и Чарли Боудри, объединились в банду Билли Кида и действовали до июля 1881 года. В конце концов, шериф Пэт Гарретт и его отряд выследили и убили О’Фолльярда, Боудри и Кида. Все трое похоронены в Форт-Самнер, штат Нью-Мексико.
После смерти Билли Кида и ликвидации его банды, Хосе Чавес-и-Чавес некоторое время служил заместителем шерифа в одном из округов Нью-Мексико. Позднее он познакомился с Висенте Сильвой и присоединился к двум его отрядам. Первый из них, «Белые шляпы» (исп. Las Gorras Blancas), был террористическим подразделением организации «Партия народного союза» (исп. El Partido del Pueblo Unido). Многие англоязычные поселенцы Нью-Мексико считали его бандой, но большинство коренных жителей — борцами за свободу. Другая группа Сильвы, «Общество бандитов» (исп. La Sociedad de Bandidos), обвинялась англо-иммигрантами, проживающими на Территории Нью-Мексико в том, что она действует как мафия, получая прибыль за счёт того, что выживает иммигрантов из бизнеса и захватывает их собственность. Чавес был арестован 26 мая 1894 года в Сокорро, штат Нью-Мексико. Присяжные признали его виновным в нескольких убийствах и приговорили к смертной казни через повешение. Верховный суд Территории Нью-Мексико предоставил Чавесу повторное судебное разбирательство, по итогам которого ему снова был вынесен смертный приговор. Казнь должна была состояться 29 октября 1897 года, однако исполнение приговора было отсрочено, а 20 ноября судебное решение было отменено губернатором Отеро, который, несмотря на широкую огласку дела и давление общественности, требовавшей казнить Чавеса, счёл возможным заменить ему приговор пожизненным заключением. 23 ноября 1897 года Хосе Чавес-и-Чавес под номером 1089 был заключён в тюрьму штата Нью-Мексико, где и оставался до 57 лет, отбыв в общей сложности 11 лет из своего пожизненного срока. 11 января 1909 года губернатор Джордж Карри помиловал Чавеса за помощь, которую тот оказал тюремным охранникам во время бунта. В 1924 году в возрасте 72 лет Хосе Чавес мирно скончался у себя дома.
После разгрома «Регуляторов» братья Коу на время покинули Нью-Мексико, живя в Небраске и Колорадо, однако вернулись обратно в округ Линкольн в 1884 году. После возвращения Джордж Коу был арестован по обвинению в убийстве Эндрю «Картечь» Робертса, но впоследствии амнистирован губернатором Нью-Мексико Лью Уоллесом. Братья Коу стали уважаемыми членами общества, дожив до глубокой старости.
Лоренс Мёрфи умер от рака 20 октября 1878 года, примерно в возрасте 47 лет.
Джеймс Долан скупил всё имущество Танстелла. Он умер на своем ранчо в 1898 году в возрасте 49 лет.
Сьюзан Максуин приобрела большой участок земли после окончания Войны в округе Линкольн, основав ранчо в Три-Риверс. К середине 1890-х годов её ранчо было одним из крупнейших на Территории Нью-Мексико и насчитывало от 3000 до 5000 голов крупного рогатого скота. Она умерла 3 января 1931 года в возрасте 85 лет.

## В культуре

### Кинематограф
- «Билли Кид[англ.]» (1930)[50].
- «Кид из Техаса[англ.]» (1950)[51].
- «Пистолет в левой руке» (1958)[52].
- «Чизум[англ.]» (1970)[53].
- «Пэт Гэрретт и Билли Кид» (1973)[54].
- «Молодые стрелки» (США, 1988)[55].
- «Молодые стрелки 2» (США, 1990)[56].
- «Билли Кид» (сериал, 2022 — …)[57].

### Художественная литература
- Гейл Мартин «Билли Кид и война в округе Линкольн»[58].

## Галерея

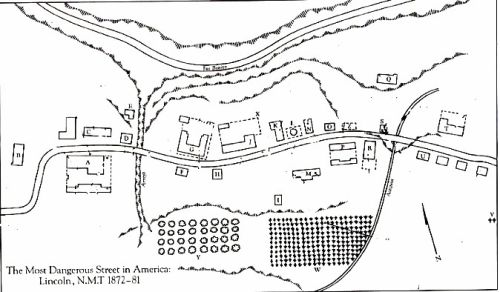
Карта Линкольна, составленная между 1872 и 1881
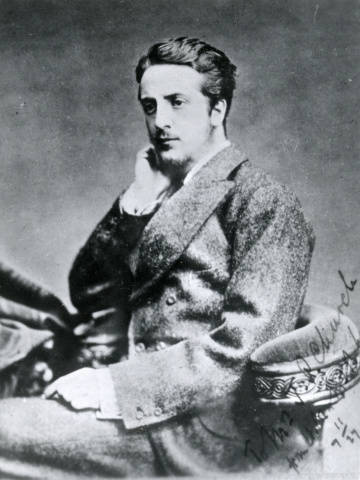
Джон Генри Танстелл, 1875
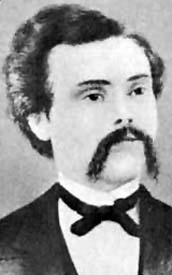
Александр Максуин, ок. 1875
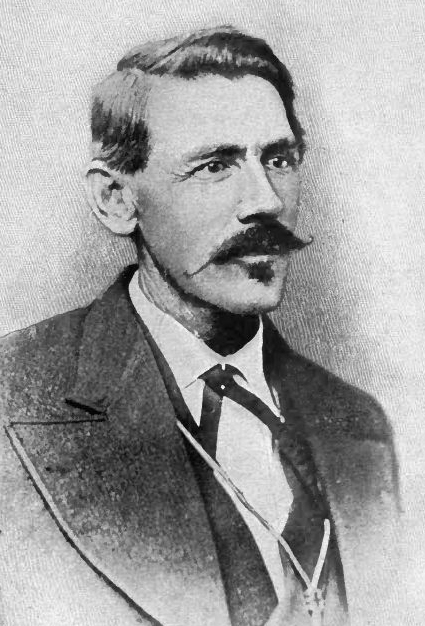
Джон Чизум, до 1884
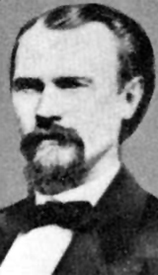
Лоренс Мёрфи, 1870-е
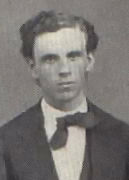
Джеймс Долан, 1870-е
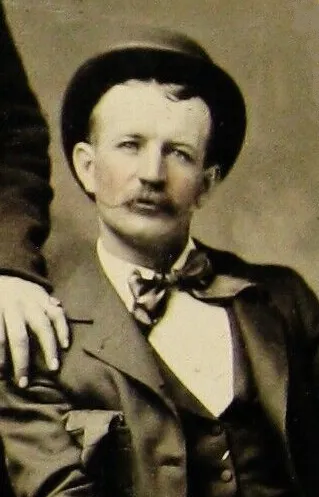
Джон Райли, дата неизвестна
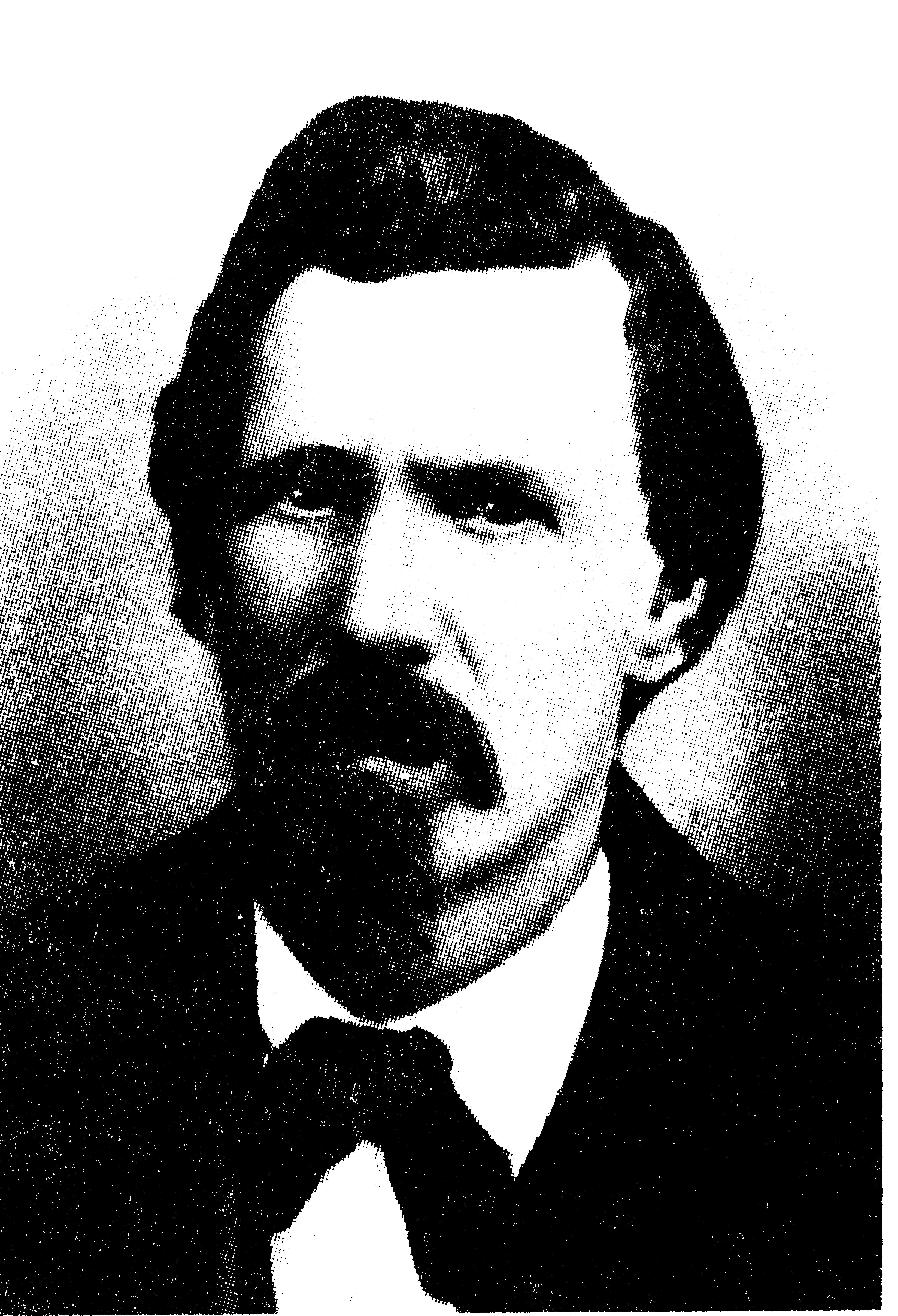
Уильям Брейди, 1872
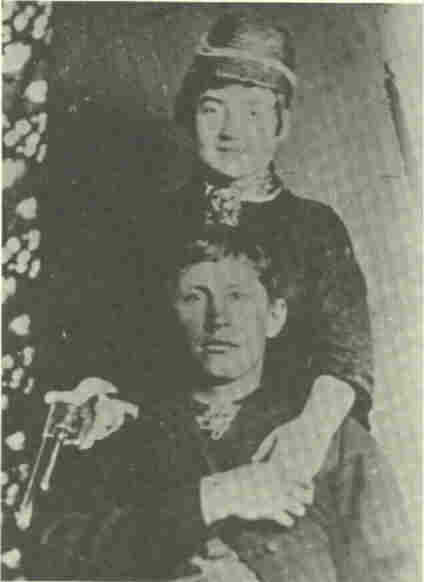
Джесси Эванс и неизвестная женщина, ок. 1870
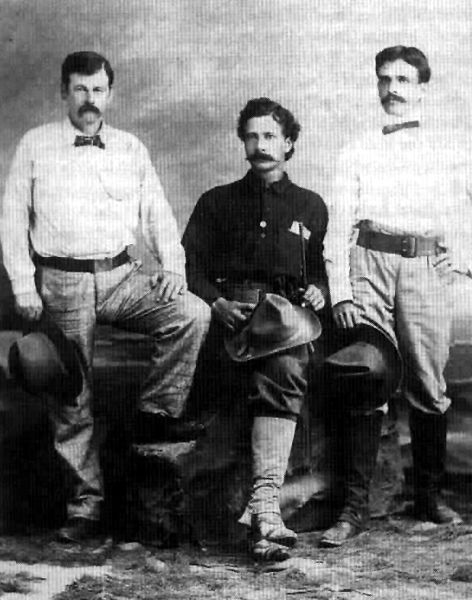
Джон Кинни (крайний слева) и два члена его банды, 1870-е
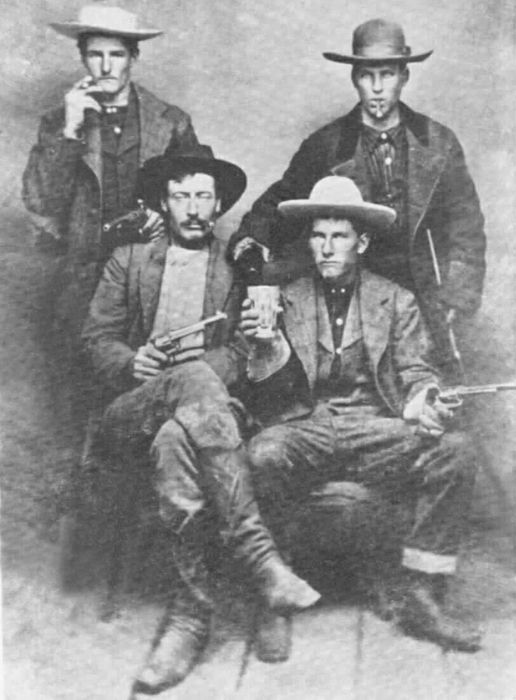
«Воины семи рек», ок. 1878
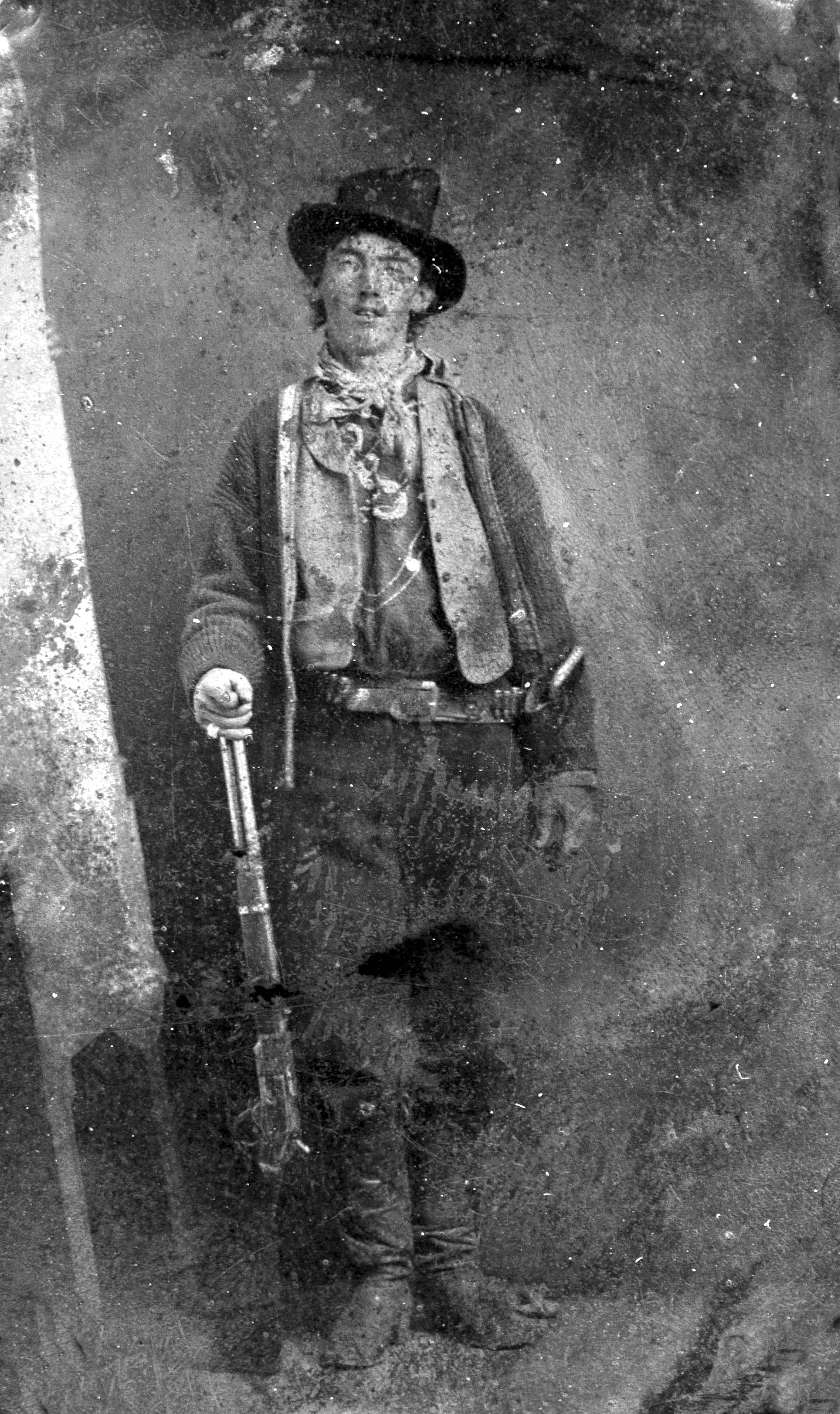
Билли Кид, ок. 1880
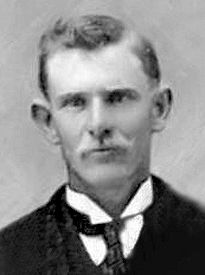
Док Скарлок, 1877
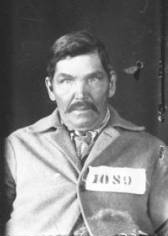
Хосе Чавес-и-Чавес, 1909
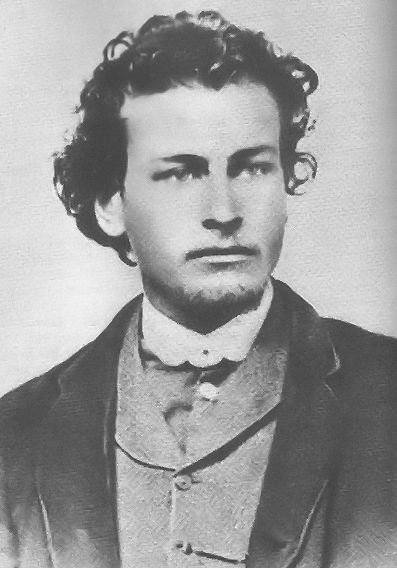
Дик Брюэр, ок. 1875
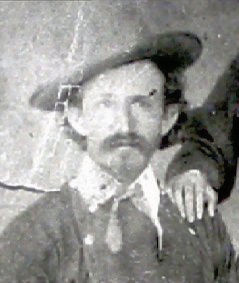
Чарли Боудри, ок. 1880
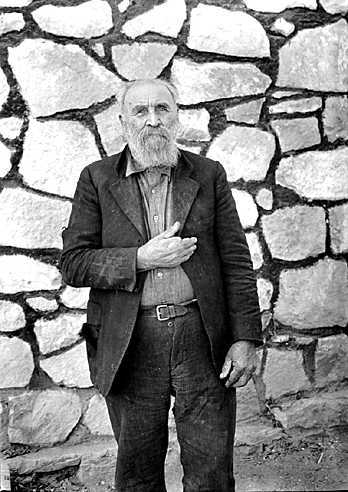
Джордж Коу, 1934
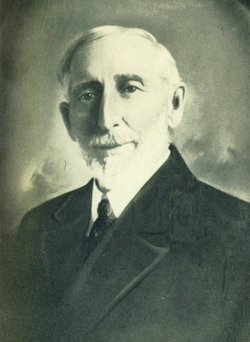
Фрэнк Коу, 1930
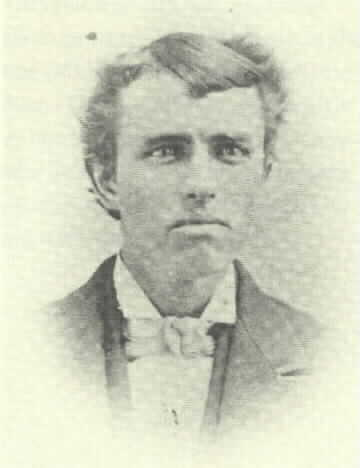
Джеймс Альберт «Эб» Сондерс, 1880-е
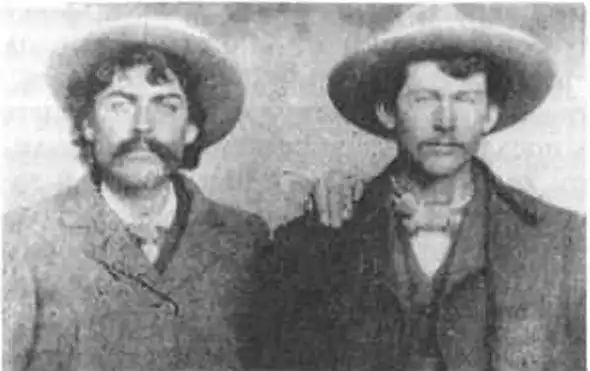
Фрэд Уэйт и Генри Ньютон Браун, ок. 1878
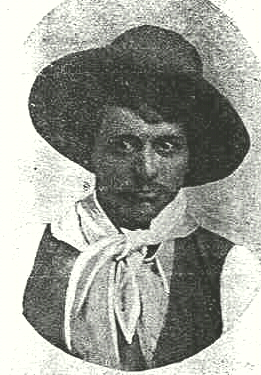
Предполагаемое фото Джима Френча, 1878
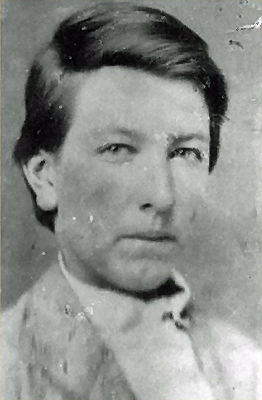
Том О'Фолльярд, ок. 1875
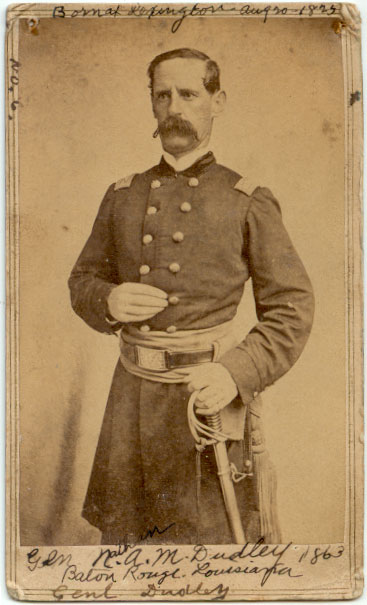
Нейтан Дадли, 1875
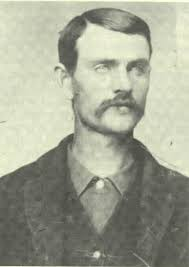
Джордж Пеппин, 1871